# オレンジ軍団
オレンジ軍団は、スポーツなどのオランダ代表の愛称として、特にサッカーオランダ代表を指して日本で使われることがある名称。 オランダ語のOranje（オランイェ、オラニエ）に由来しているが、本来Oranjeにはオレンジ色という意味しかないため、「オレンジ軍団」という呼び方は日本独自のものである。オランダ語で「軍団」を意味する"Legioen"は一般的にサポーターを示すため、"Het Oranje Legioen"だとオランイェ･サポーターの名称になり、注意が必要。

## 概要

かつてのネーデルラントの旗。オレンジ色が使用されている。

かつてオランジュの領主だったオランダ王家オラニエ＝ナッサウ家が正式に君主制が成立する以前の代々総督を輩出していたネーデルラント連邦共和国時代からオレンジを象徴する色彩として用いており、以前のオランダの国旗、青・白・オレンジの三色の意匠はオランダの植民地であった旧オレンジ自由国の旗や、そこから発展した南アフリカ共和国の旧国旗、当初はオランダ人が多く入植していたニューヨーク市の旗にも、その名残が窺のようにサッカーオランダ代表のユニフォームが代々オレンジ色であることから名づけられた 。1970年代のサッカー代表チームはトータルフットボールと呼ばれた世界に衝撃を与えるパフォーマンスによって、当時欧州で流行していたAnthony Burgess原作の映画のタイトルから「時計仕掛けのオレンジ （"clockwork orange"）」としばしば呼ばれていた。。また、サッカーオランダ女子代表、第3回ワールド・ベースボール・クラシックで強豪国の韓国やキューバを破るなど、快進撃から野球オランダ代表も"オランイェ"と呼ぶなど、他のスポーツのオランダ代表チームの呼称としても一般的に使用される。